# Michael Paul Bertiaux
Michael Paul Bertiaux (født 18. januar 1935 i Seattle) er en amerikansk filosof, kunstner, forfatter og okkultist.

## Liv og karriere
Hans far var kaptajn i handelsflåden og hans mor var en fremtrædende teosof. Efter at have afsluttet sin BA i filosofi på det lokale Jesuitter universitet læste han PhD ved Tulane University i New Orleans i ontologisk positivisme. Grundet faderens sygdom afsluttede han ikke PhD studiet men vendte tilbage til Seattle.
Bertiaux meldte sig til Vancouver School of Theology et teologistudie under den amerikanske del af den anglikanske kirke (Episcopalian Church). Her afsluttede han en masters grad i teologi og blev ordineret som diakon i kirken. I en kort periode gjorde han tjeneste som degn i en kirke i West Seattle.
I 1960 sendte kirken ham ud som missionær til Port-au-Prince på Haiti hvor han i en periode underviste i filosofi på et universitet i byen. I en periode studerede han angiveligt også med antropologen Margaret Mead.
Det var i Port-au-Prince at Bertiaux første gang stiftede bekendtskab med haitiansk okkultisme, der har sine rødder hos de franske okkultister Louis Claude de Saint-Martin og Martinez de Pasqually, en elev af Emanuel Swedenborg. Hans første ophold på Haiti varede tre måneder, men senere i sit liv vendte han tilbage til Haiti.
Den 15. august 1963 blev han indviet i de gnostiske voodoo mysterier som biskop i Ecclesia Gnostica Spiritualis, en okkult kirke med franske og spanske rødder. Da hans overordnede i den anglikanske kirke blev opmærksom på hans interesse blev han sendt tilbage til U.S.A. Interessen for det okkulte satte en naturlig stopper for Bertiauxs videre fremgang i den anglikanske kirke.
I 1964 meldte Bertiaux sig ud af den anglikanske kirke og søgte tilbage til sine rødder i teosofien. Han flyttede til Wheaton, Illinois og arbejdede som sekretær og researcher i hovedkvarteret for Teosofisk Samfund. Hans position i Teosofisk Samfund bragte ham i kontakt med prominente personligheder i den liberale katolske kirke, inklusiv Dr. Henry Smith, biskop Stephan Hoeller og biskop Gregory.
Senere flyttede Michael Bertiaux til Chicago Illinois, hvor han tog en uddannelse som socialarbejder, et arbejde han havde i henved 40 år, hvor han arbejdede specielt med det haitianske mindretal.
Hans tilknytning til okkulte organisationer indbefatter blandt andet medlemskab i Monastery of the Seven Rays, La Couleuvre Noire, Ordo Templi Orientis Antiqua, Choronzon Club, Fraternitas Saturni og Neo-Luciferiansk Kirke.
Bertiaux er også billedkunstner og en del af hans billeder optræder i Kenneth Grants bøger.
Bertiauxs litterære værker indbefatter Lucky Hoodoo fra 1977 og Voudon Gnostic Workbook fra 1989, samt en del nyhedsbreve som cirkuleres til venner og bekendte.

## Bøger
- Lucky Hoodoo, 1977.
- The Voudon Gnostic Workbook (1988). Reissued by Weiser 2007.
- Cosmic Meditation. Fulgur Limited, 2007.
- Vudu Cartography. Fulgur Limited, 2010.